# Sony Xperia SP
Il Sony Xperia SP, nome in codice HuaShan, è uno smartphone Android della Sony, lanciato il 18 marzo 2013.
L'Xperia SP ha un display touch da 4,6" con il Mobile Bravia Engine 2 che ottimizza l'immagine, un processore da 1,7 GHz dual core, una fotocamera posteriore da 8 megapixel, 1 GB di RAM e 8 GB di memoria interna. La caratteristica distintiva è una barra in Plexiglas con LED multicolore sul fondo, che ha anche la funzione di barra delle notifiche.